# Castello di Pöllan
Il castello di Pöllan (in tedesco Schloss Pöllan) si trova nell'omonima frazione del comune austriaco di Paternion nel Distretto di Villach-Land appartenente al Land della Carinzia e la sua storia inizia nel XVI secolo.

## Storia

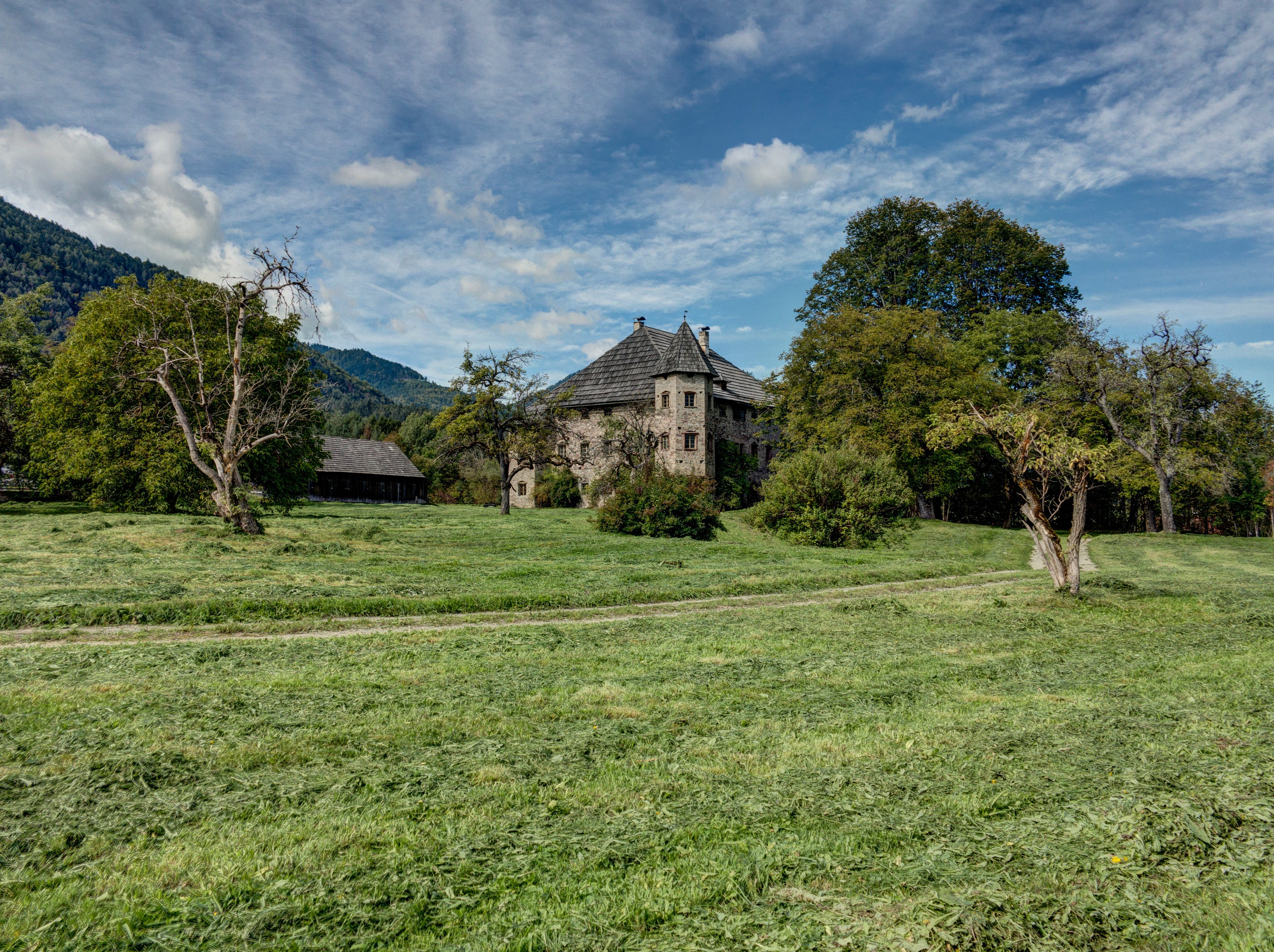
Il castello di Pöllan nella sua tenuta

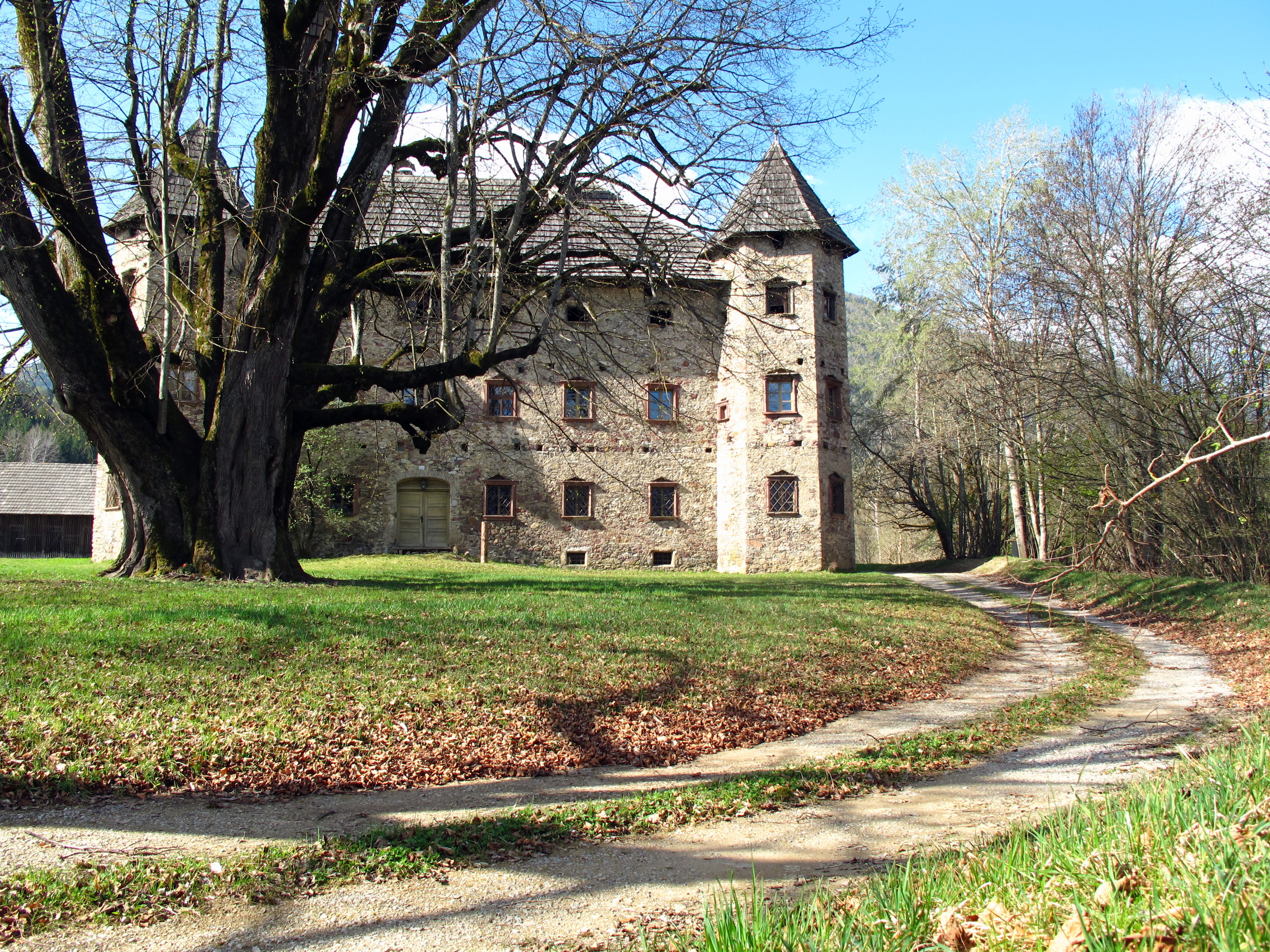
Castello con il tiglio, che viene considerato monumento naturale, probabilmente piantato contemporaneamente alla costruzione dell'edificio

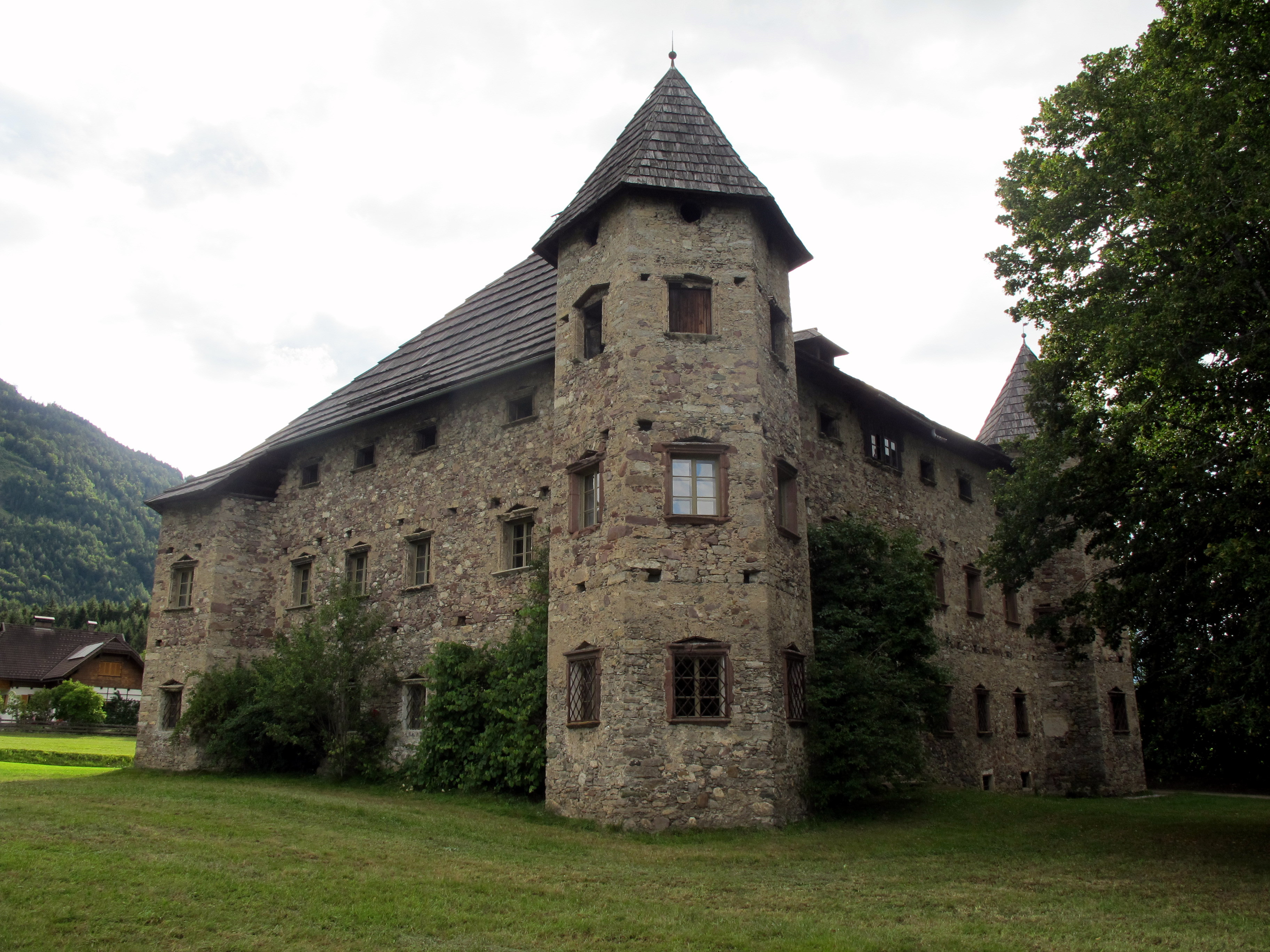
Vista del castello con torre angolare

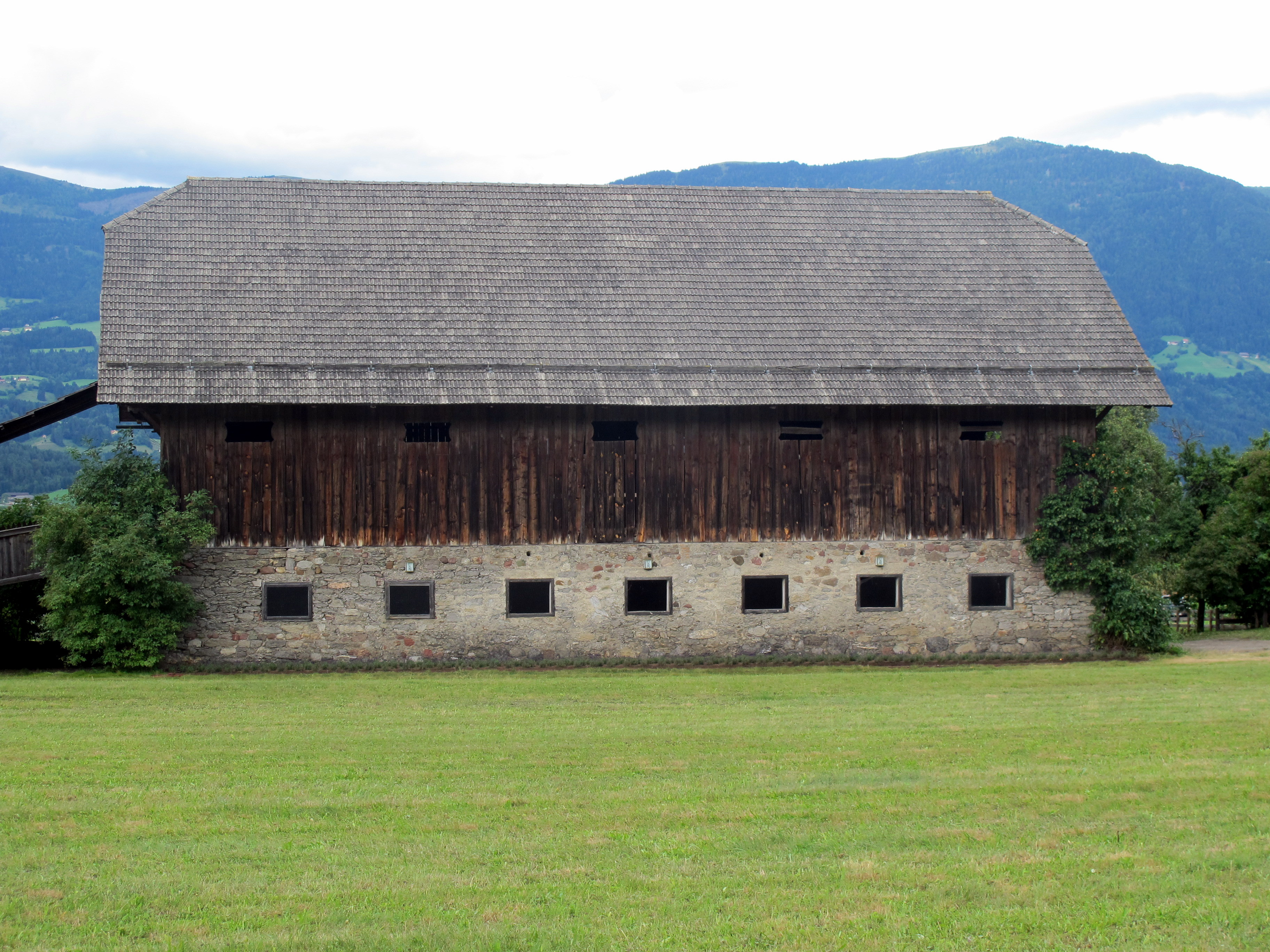
Edifici dell'antica stalla e del fienile

I primi documenti storici che parlano del territorio citano le attività minerarie e un certo Niklas Frank von Pollan risultava titolare di un'attività per l'estrazione di piombo a Kellerberg. Nel 1473 in una lettera feudale viene nominato Valentin Frannnkhen von Pellan come titolare di un feudo con una piccola costruzione e un podere situato sull'Alwern e un altro edificio a Fewstritz. Il castello che ci è pervenuto fu costruito tra il 1600 e il 1616 da Christoph Haidenreich, allora amministratore della tenuta Paternion. Haidenreich, di religione protestante e convinto sostenitore della Riforma, fu infine costretto ad abbandonare il paese non prima di aver venduto il castello e tutte le sue proprietà in Carinzia agli eredi della famiglia Khevenhüller.  Il terzo piano dell'edificio intanto non venne mai completato e anche alcune torri angolari rimasero incompiute. A lungo l'edificio servì come struttura agricola come la vicina Marswiese, ed entrambe vennero gestite fino alla fine del XIX secolo dalla famiglia Staber, che era una delle famiglie affittuarie. La proprietà intanto era passata ai conti Foscari Widmann Rezzonico. Dopo la seconda guerra mondiale fu utilizzata come abitazione per i lavoratori forestali della direzione forestale dei conti Foscari Widmann Rezzonico.

## Descrizione
Il castello si trova a Pöllan, frazione del comune austriaco di Paternion nel Distretto di Villach-Land appartenente al Land della Carinzia. Il piccolo castello, non accessibile al pubblico, si trova a 629 metri di altitudine e rappresenta, anche se strutturalmente incompiuto, un esempio unico di costruzione e tecniche della fine del XVI secolo. Sono ancora visibili i fori nelle mura che servirono per le impalcature. Le cause che ne impedirono la sistemazione definitiva sono legate ai tumulti della Controriforma. L'edificio è di forma pressoché quadrata e si sviluppa su due livelli oltre ad un piano sottotetto. Due delle quattro robuste torri angolari esagonali sono state rimosse. Fino al 1897 sopra il portale con arco a tutto sesto incorniciato con pietra rossa e bruna era presente una doppia finestra rinascimentale che poi venne trasferita al castello di Paternion. Non ci sono informazioni complete riguardo agli interni ma alcune tracce di fumo sulla volta dell'ingresso inferiore testimoniano che venne utilizzato in passato come laboratorio. Probabilmente il tiglio che si trova nelle immediate vicinanze fu piantato contemporaneamente alla costruzione dell'edificio.

### Bene architettonico tutelato
Il castello di Pöllan è stato posto sotto tutela dei monumenti da parte della Repubblica austriaca col numero 34706.